# Steinkimmen
Steinkimmen ist ein Ortsteil der Gemeinde Ganderkesee im niedersächsischen Landkreis Oldenburg.

## Geografie und Verkehrsanbindung
Der Ortsteil liegt nordwestlich vom Kernbereich von Ganderkesee. Nördlich liegt das Kimmer Holz. Am südlichen Ortsrand fließt die Brookbäke. Durch den Ort führt die Landesstraße L 888. Die A 28 verläuft in geringer Entfernung nördlich.
Erstmals erwähnt wurde Steinkimmen im Jahr 1259.

## Sehenswürdigkeiten
- Südöstlich von Steinkimmen befindet sich der Sender Steinkimmen, eine Anlage des NDR, die seit 1956 in Betrieb ist. Weithin sichtbar war der 298 m hohe abgespannte Stahlrohrmast, der als Antennenträger fungierte. Er war zum Zeitpunkt seiner Errichtung das höchste Bauwerk in Deutschland. 2016 wurde er durch einen 285 m Gittermast ersetzt.
- Die Hünensteine von Steinkimmen sind drei Megalithanlagen der Trichterbecherkultur (TBK), die zwischen 3500 und 2800 v. Chr. entstanden sind. Sie liegen ebenfalls südöstlich von Steinkimmen.
- Motorrad-Motoren-Museum. Von Fritz Bleckwehl gegründetes und nach dessen Tod von Frank Bleckwehl geleitetes Museum, das etwa 80 Motorräder, 110 Motoren und ein paar Autos ausstellt.[1][2]

## Persönlichkeiten
- Heinrich Schwarz (1903–1977), Jurist, Maler und Bildhauer, lebte in Steinkimmen